# Edward Rehatsek
Edward Rehatsek (* 3. Juli 1819 in Ilok; † 11. Dezember 1891 in Bombay) war ein österreichisch-ungarischer Orientalist, Lehrer für Latein und Mathematik. Er übersetzte literarische Texte aus dem Arabischen und Persischen.

## Leben
Rehatsek studierte und promovierte in Budapest, verließ aber schon 1842 sein Vaterland. Nach Aufenthalten in Frankreich und den Vereinigten Staaten ließ er sich 1847 dauerhaft in Bombay nieder und arbeitete dort als Lehrer für Mathematik und Latein am Wilson College. Die Tätigkeit dort beendete er 1871 und arbeitete in den folgenden zehn Jahren an der Universität Bombay. Er bearbeitete die persischen und arabischen Inschriften in Guzerat für den Archaeological Survey of India (Bombay 1885) und veröffentlichte einen Katalog der arabischen, persischen, türkischen und Hindostani-Handschriften der Bibliothek Mulla Firuz (Bombay 1873) sowie englische Übersetzungen persischer Schriften.

## Übersetzungen
- Mumtaz Farahi:  Amusing Stories and Fortune and Misfortune [1871]. 2009. ISBN 1-120145147
- Ibn Ishāq: The Life of Muhammad, Apostle of Allah. Edited by Michael Edwardes. London 2003.
- Gulistan or Rose Garden of Sa'di. Ed. with a preface by W. G. Archer. New York 1966.
- (Dschāmi:)The Beharistan (Abode of Spring): A Literal Translation from the Persian. 2010. ISBN 1-141590700

## Schriften
- Catalogue Raisonné of the Arabic, Hindostani, Persian, and Turkish Manuscripts in the Mulla Firuz Library. [1873]. 2010. ISBN 1-164599321